# کسپر (کالیفرنیا)
کسپر (به انگلیسی: Caspar) یک منطقهٔ مسکونی در ایالات متحده آمریکا است که در شهرستان مندوسینو، کالیفرنیا واقع شده‌است. کسپر ۷٫۷۴۹ کیلومتر مربع مساحت و ۵۰۹ نفر جمعیت دارد و ۲۵ متر بالاتر از سطح دریا واقع شده‌است.